# بيلي تايلور (لاعب كرة قاعدة)
بيلي تايلور (بالإنجليزية: Billy Taylor)‏ هو لاعب كرة قاعدة أمريكي، ولد في ديسمبر 1870 في بتلر في الولايات المتحدة، وتوفي في 12 سبتمبر 1905 في سينسيناتي في الولايات المتحدة.

## وصلات خارجية
- بيلي تايلور على موقعبيزبول رفرنس.كوم (الدوري الرئيسي) (الإنجليزية)